# Bernd Sennecke
Bernd Sennecke (* 7. Februar 1950 in Packebusch) ist ein deutscher Politiker (CDU). Er war von 1990 bis 2002 Abgeordneter im Landtag von Sachsen-Anhalt.

## Ausbildung und Leben
Bernd Sennecke legte 1966 bis 1969 das Abitur ab und studierte 1969 bis 1972 Landwirtschaft an der Karl-Marx-Universität Leipzig mit Abschluss Diplomagraringenieur. Danach arbeitete er als Abteilungsleiter im Gut Lichterfelde. 
Bernd Sennecke, der evangelischer Konfession ist, ist verheiratet und hat zwei Kinder.

## Politik
Bernd Sennecke trat 1984 der DDR-Blockpartei CDU bei. Nach der Wende wurde er Februar 1990 Vorsitzender des Kreisverbandes Osterburg und nach den ersten freien Kommunalwahlen Mai 1990 Mitglied des Kreistages von Osterburg und Vorsitzender des Ausschusses für Landwirtschaft. Er wurde bei der ersten Landtagswahl in Sachsen-Anhalt 1990 im Landtagswahlkreis Osterburg – Stendal II (WK 2) direkt in den Landtag gewählt. Bei der Landtagswahl 1994 verteidigte er das Wahlkreismandat (nun Landtagswahlkreis Havelberg-Osterburg). 1998 wurde er über die Landesliste gewählt.